# Ardentes

Ardentes este o comună în departamentul Indre, Franța. În 1 ianuarie 2022 avea o populație de 3.747 de locuitori.